# Omega2 Aquilae
Désignations
Omega2 Aquilae est une étoile de l'Aigle, située à ∼ 279 a.l. (∼ 85,5 pc) de la Terre.